# Auguste de Becker Remy
Baron Auguste-Godefroid-Marie de Becker Remy (Antwerpen, 18 juli 1862 - Elsene, 29 november 1930) was een Belgisch volksvertegenwoordiger en senator.

## Biografie

### Familie
Auguste de Becker was een zoon van Auguste-Antoine De Becker en Joséphine Habets. Hij trouwde in 1886 in Leuven met Clémence Remy (1862-1915), enige dochter van Eduard Remy, industrieel en gemeenteraadslid van Leuven. Ze kregen vijf zoons en drie dochters.
- Marc de Becker Remy (1887-1958), trouwde in 1923 in Parijs (scheiding in 1934) met Élisabeth Pelletier de Chambure (1902-1945), dochter van Auguste Pelletier de Chambure, Frans advocaat, oprichter van L'Argus de la presse en burgemeester van Escrignelles. Ze kregen een zoon, maar zonder nakomelingen.
- Jean-Godefroid de Becker Remy (1888-1951), industrieel, trouwde in 1923 in Sint-Gillis met Elisabeth-Françoise Maskens (1903-1929), dochter van Paul Maskens, eigenaar van de Villa Paul Maskens in De Panne, waar tijdens de Eerste Wereldoorlog de koninklijke familie verbleef. Het huwelijk bleef kinderloos.
- Madeleine-Auguste de Becker Remy (1889-1942), trouwde in 1919 in Elewijt met Adalbert de Ryckman de Betz (1877-1976). Het huwelijk bleef kinderloos.
- Simone de Becker Remy (1891-1979), trouwde in 1913 in Elsene met baron Emmanuel Descamps (1886-1968), zoon van baron Édouard Descamps, rechtsgeleerde, hoogleraar, provincieraadslid van Brabant, senator, gemeenteraadslid van Leuven, minister van Kunsten en Wetenschappen, secretaris-generaal en president van de Interparlementaire Unie, lid van het Permanent Hof van Arbitrage en secretaris-generaal van het Institut de Droit International. Ze kregen twee zoons en een dochter, met afstammelingen tot heden.
- Jacques de Becker Remy (1893-1916), overleed tijdens de Eerste Wereldoorlog nabij Ternopil.
- Pierre-Marc de Becker Remy (1895-1900)
- Paul-André de Becker Remy (1897-1953), trouwde in 1926 in Brussel met Renée Lambert (1903-1987), dochter van baron Léon Lambert, bankier. Het huwelijk bleef kinderloos.
- Jeanne-Marie de Becker Remy (°1899), trouwde in 1922 met Pierre-Hubert Descamps (1884-1965), zoon van baron Édouard Descamps (zie boven). Ze kregen drie zoons en een dochter, met afstammelingen tot heden.

Drie van de vijf zoons trouwden, maar slechts de oudste had op zijn beurt een zoon, Edouard de Becker Remy (1924-1984), die ongehuwd overleed. Hiermee is de familietak uitgestorven. Wel adopteerde Edouard zijn neef Paul-Emmanuel Descamps (°1954), zoon van zijn zus Simone de Becker Remy en baron Emmanuel Descamps. Descamps heeft zijn naam gewijzigd in de Becker Remy.
In 1906 kreeg De Becker vergunning de naam van zijn vrouw bij de zijne te voegen en in 1922 werd hij in de erfelijke adel opgenomen en ontving hij de titel van baron.
Hij was een neef van Alphonse De Becker en Emile De Becker. 

### Loopbaan
De Becker werd doctor in de politieke en sociale wetenschappen (1883) en doctor in de rechten (1884) aan de Katholieke Universiteit Leuven. Hij werd industrieel en volgde zijn schoonvader op aan het hoofd van de Fabrieken Remy in Wijgmaal, producenten van stijfselproducten, lijmen, deegwaren, tarwebloem, veevoeders.
Hij doorliep een politieke loopbaan als verkozene voor de Katholieke Partij.
- Provincieraadslid van Brabant (1899-1900),
- Volksvertegenwoordiger voor het arrondissement Leuven (1900-1911),
- Senator voor het arrondissement Leuven (1911-1919),
- Provinciaal senator (1921-1930),
- Quaestor van de Senaat (1919-1930).

Zoals zijn schoonvader genoot de Becker Remy van een vleiende reputatie als 'sociale werkgever'. Om hem te gedenken werd in Leuven zijn naam aan een plein gegeven: het Baron August De Becker-Remyplein.